# 諾科米斯鎮區 (伊利諾伊州蒙哥馬利縣)
諾科米斯鎮區（英語：Nokomis Township）是位於美國伊利諾伊州蒙哥馬利縣的一個行政鎮區。

## 地方資料
根據2010年美國人口普查的數據，諾科米斯鎮區的面積為94.30平方千米，當中陸地面積為94.00平方千米，而水域面積為0.30平方千米。當地共有人口5515人，而人口密度為每平方千米58.48人。